# Consiliul Norvegian pentru Refugiați
Consiliul Norvegian pentru Refugiați (NRC; în norvegiană Flyktninghjelpen) este o organizație umanitară, non-guvernamentală, care protejează drepturile persoanelor afectate de strămutare. Aceasta include refugiații și persoanele strămutate în interiorul țării care sunt forțate să-și părăsească locuințele ca urmare a conflictelor, a încălcărilor drepturilor omului și a violenței acute, precum și a schimbărilor climatice și a dezastrelor naturale.

## Istorie
NRC este independentă din punct de vedere politic și nu are nicio afiliere religioasă. Este singura organizație norvegiană specializată în eforturi internaționale de a oferi asistență, protecție și soluții durabile persoanelor afectate de strămutare. NRC are aproximativ 16.500 de angajați și lucrători stimulativi în 40 de țări din Africa, Asia, America de Sud, Europa și Orientul Mijlociu. Sediul NRC este situat în Oslo și are aproximativ 280 de angajați. În plus, organizația este prezentă la Bruxelles, Geneva, Washington DC, Berlin, Londra și Addis Abeba. 

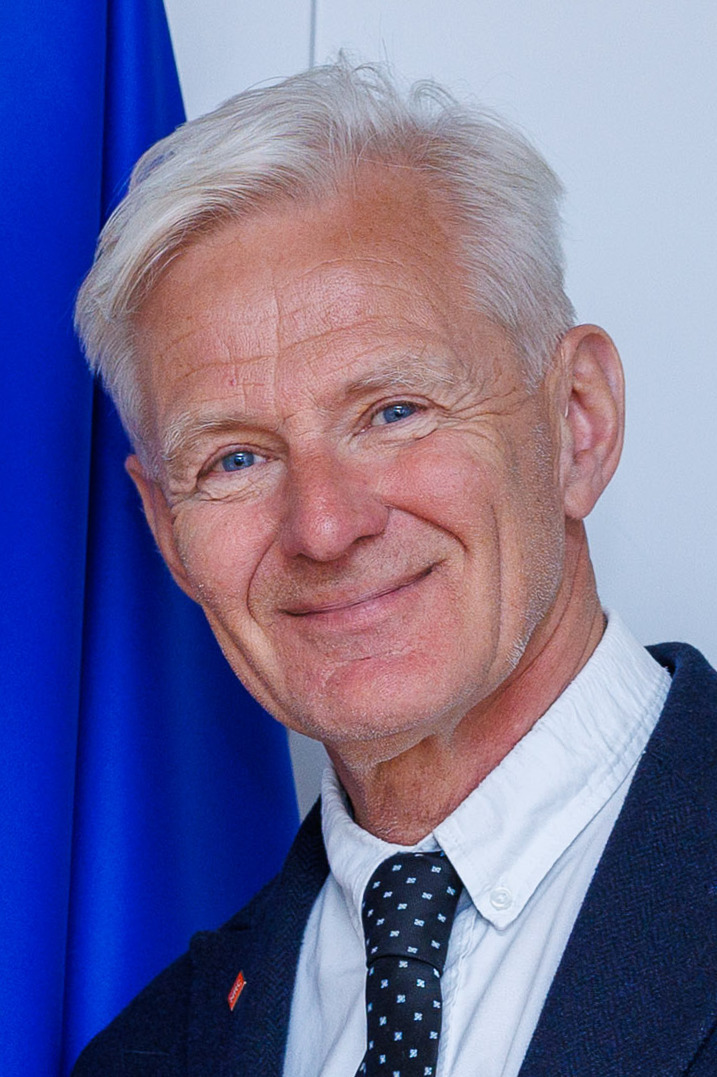
Jan Egeland, secretar general al Consiliului Norvegian pentru Refugiați

NRC a fost înființat în 1946 sub numele de „Europahjelpen” („Ajutor pentru Europa”), pentru a ajuta refugiații din Europa după Al Doilea Război Mondial. În 1953, organizația și-a schimbat numele actual, Consiliul Norvegian pentru Refugiați (NRC). Astăzi, NRC este organizată ca o fundație privată independentă.
Principalul obiectiv al NRC este furnizarea de ajutor umanitar în faza de urgență a unui conflict sau a unui dezastru natural. Aceasta adoptă o abordare holistică, bazată pe drepturi, care include ajutor de urgență și redresare timpurie, promovând în același timp reziliența și soluții durabile pentru strămutări.

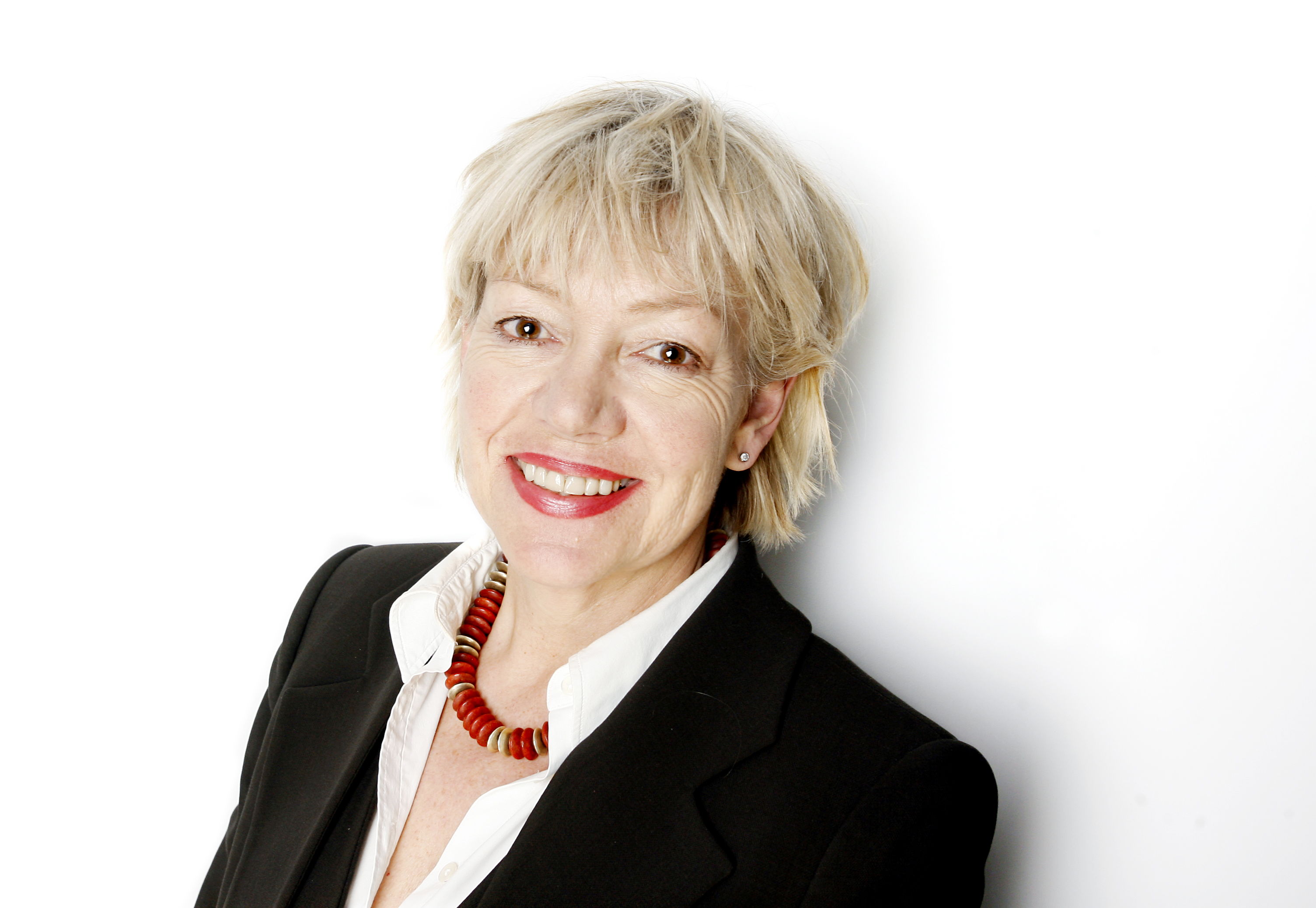
Elisabeth Rasmusson

Jan Egeland a preluat funcția de secretar general în august 2013, înlocuind-o pe Elisabeth Rasmusson, care fusese numită în funcția de director executiv adjunct al Programului Alimentar Mondial (PAM).

## Activități principale
- Adăposturi și așezări
  - Adăposturi de urgență, locuințe, școli și înființarea altor forme de infrastructură publică.

- Mijloace de trai și securitate alimentară
  - Furnizarea de asistență alimentară pentru a preveni pierderile de vieți omenești și pentru a contribui la reabilitarea sistemelor alimentare și de piață locale. Promovarea strategiilor de trai care protejează, recuperează și consolidează capacitățile indivizilor și ale gospodăriilor de a-și câștiga existența.

- Informare, consiliere și asistență juridică (ICLA)
  - Ajutarea persoanelor afectate de strămutare să își revendice și să își exercite drepturile și să găsească soluții durabile. Domeniile de interes includ locuințe, drepturi funciare și de proprietate, documentație juridică, apatridie și proceduri privind statutul de refugiat.

- Apă, salubritate și igienă (WASH)
  - Asigurarea accesului la apă curată și instalații sanitare adecvate, precum și promovarea acestora.

- Educație
  - Programe educaționale destinate copiilor și tinerilor.

- Protecție împotriva violenței
  - Ajută la asigurarea protecției persoanelor și comunităților strămutate, prin prevenirea și răspunsul la violența, constrângerea și acțiunile întreprinse de alții pentru a le nega drepturile.

## Agenții
În 1998, NRC a înființat Centrul de Monitorizare a Strămutărilor Interne la Geneva. IDMC contribuie la îmbunătățirea capacităților naționale și internaționale de a ajuta persoanele strămutate din întreaga lume. IDMC elaborează, de asemenea, statistici și analize privind strămutarea internă, inclusiv analize comandate pentru a fi utilizate de Organizația Națiunilor Unite.
NORCAP este o listă de experți în rezervă, administrată de NRC și finanțată de Ministerul Afacerilor Externe al Norvegiei, care este formată din 650 de bărbați și femei din Norvegia, Africa, Asia, Orientul Mijlociu și America Latină. De la înființarea sa în 1991, experții NORCAP au fost trimiși în peste 7000 de misiuni în întreaga lume.

## Publicații
NRC publica anterior revista Perspectivă de patru ori pe an. Revista se concentra pe dimensiunile umanitare ale politicii internaționale. Revista era disponibilă în peste 15 țări.

## Premii și recunoaștere
Premiul Nansen pentru Refugiați este un premiu internațional acordat anual de Înaltul Comisar al ONU pentru Refugiați (UNHCR) unei persoane sau unui grup pentru munca remarcabilă depusă în numele persoanelor strămutate forțat. Din 2009, NRC colaborează cu UCNUR pentru organizarea și desfășurarea ceremoniei. Premiul constă într-o medalie comemorativă și un premiu în valoare de 100.000 de dolari americani, donat de guvernele Norvegiei și Elveției.
În 2022, Consiliul Norvegian pentru Refugiați a primit Premiul Umanitar Hilton din partea Fundației Conrad N. Hilton, cel mai mare premiu umanitar anual din lume, în valoare de 2,5 milioane de dolari americani.

## Incidentul de răpire din 2012
În iulie 2012, două vehicule care transportau o delegație de nivel înalt a Consiliului Norvegian pentru Refugiați au fost prinse într-o ambuscadă în afara unei tabere din Dadaab. Un șofer a fost ucis, iar patru membri ai personalului internațional au fost răpiți, inclusiv Steve Dennis. Potrivit purtătorului de cuvânt al Consiliului Norvegian pentru Refugiați, o analiză a riscurilor fusese efectuată înainte de deplasările prin Dadaab, iar zona a fost declarată sigură pentru călătorii. Un comandant al poliției kenyene a declarat că a fost aranjată o escortă de securitate pentru a însoți delegația, dar grupul a refuzat. În urma incidentului răpirii, Steve Dennis a intentat un proces împotriva Consiliului Norvegian pentru Refugiați, acuzându-l de neglijență gravă și de neluarea unui sprijin adecvat pentru tulburarea de stres posttraumatic (PTSD) și rănile provocate de împușcături pe care le-a suferit în timpul calvarului. În 2015, Tribunalul Districtual din Oslo a decis în favoarea lui Dennis, găsind Consiliul Norvegian pentru Refugiați vinovat de neglijență gravă și încălcarea obligației de diligență. Instanța a recunoscut vătămările fizice și psihologice suferite de Dennis și a acordat despăgubiri pentru neglijență gravă, în valoare de 4,4 milioane de coroane norvegiene (aproximativ 350.000 de lire sterline).